# Айн-Діаб (траса)
Айн-Діаб — гоночна траса, що знаходиться в Касабланці, Марокко, прокладена по дорогах загального користування (траса між Касабланкою і Аземуром і дорога на узбережжі Атлантичного океану). На цій трасі в 1930-1934, 1957 та 1958 роках відбулося Гран-прі Марокко (в 1958 році входило до чемпіонат світу Формули-1). 

## Гран-прі Марокко на трасі Айн-Діаб
Рожевим кольором позначені Гран-прі, що не входять в офіційний чемпіонат світу Формули-1.
| Сезон | Пілот               | Конструктор | Звіт |
| ----- | ------------------- | ----------- | ---- |
| 1958  | Стірлінг Мосс       | Vanwall     | Звіт |
| 1957  | Жан Бера            | Maserati    |      |
| 1934  | Луї Широн           | Alfa Romeo  |      |
| 1932  | Марсель Лего        | Bugatti     |      |
| 1931  | Станіслас Чайковскі | Bugatti     |      |
| 1930  | Шарль Беніт         | Amilcar     |      |